# Ліндевітт
Ліндевітт (нім. Lindewitt) — громада в Німеччині, розташована в землі Шлезвіг-Гольштейн. Входить до складу району Шлезвіг-Фленсбург. Складова частина об'єднання громад Шаффлунд.
Площа — 53,27 км2. Населення становить 1952 ос. (станом на 31 грудня 2020).